# أكرض (تيوازيون)
أكرض هو دُوَّار يقع بجماعة تاركة نتوشكة، إقليم شتوكة آيت باها، جهة سوس ماسة في المملكة المغربية. ينتمي الدوّار لمشيخة تيوازيون التي تضم 16 دوار. يقدر عدد سكانه بـ 14 نسمة حسب الإحصاء الرسمي للسكان والسكنى لسنة 2004.

## روابط خارجية
- البوابة الوطنية للجماعات الترابية
- المندوبية السامية للتخطيط